# Igliano
Igliano (piemontesisch Ijan) ist eine Gemeinde in der italienischen Provinz Cuneo (CN), Region Piemont.

## Lage und Einwohner
Igliano liegt etwa 60 Straßenkilometer von der Provinzhauptstadt Cuneo und 100 km südlich von Turin am Höhenrücken der Alta Langa, der sich hier zwischen dem Oberlauf des Belbo und dem Tal des Tanaro (größerer Nebenfluss des Po) hinzieht. Das Gemeindegebiet umfasst eine Fläche von 3,4 km² und hat 66 Einwohner (Stand 31. Dezember 2023). Zur Gemeinde zählen auch die drei Fraktionen (Frazioni) Capoluogo, San Luigi und Langa.
Die Nachbargemeinden sind Castellino Tanaro, Marsaglia, Murazzano, Roascio und Torresina.

## Geschichte

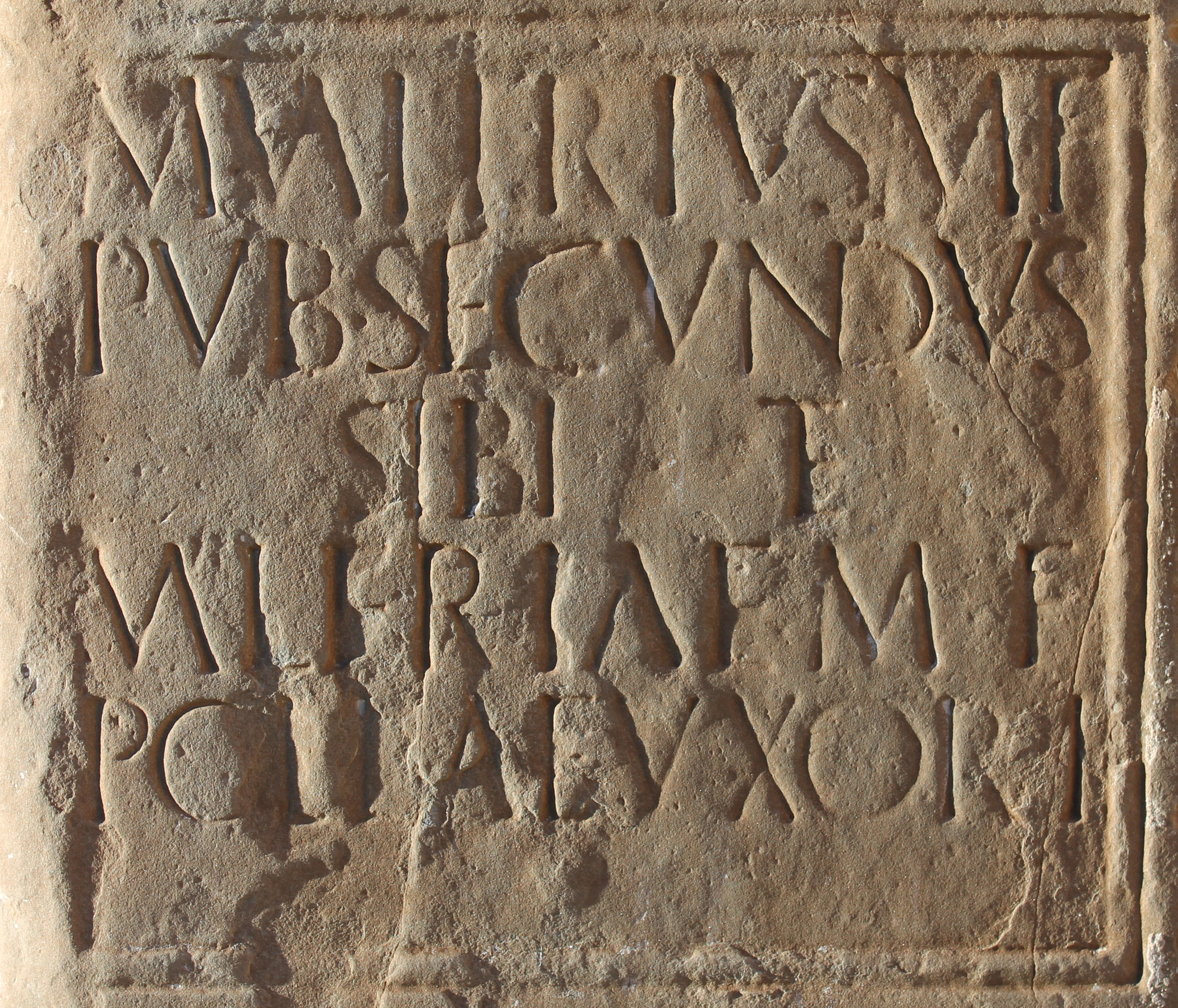
Antike römische Gedenktafel an der Pfarrkirche San'Andrea Apostolo

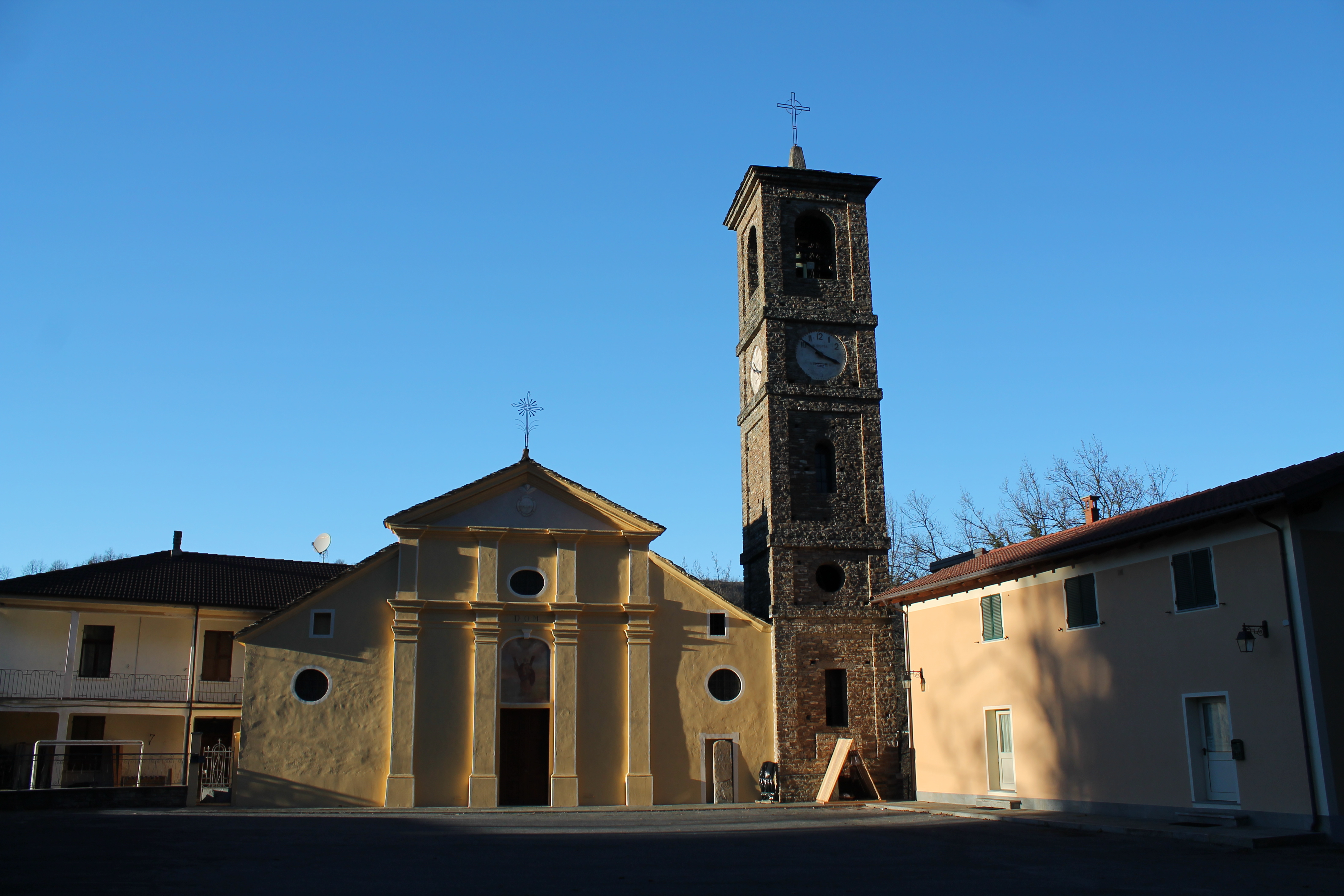
Die Pfarrkirche di Sant Andrea Apostolo

Der mit dem Suffix -ANUS auf den im Piemont weit verbreitete römische Adlige AELIUS aufgebaute Ortsname ist seit 1200 als „Iglanus“, „Iglianus“ urkundlich belegt. Einige sehr alte Münzen und ein römischer Grabstein, der bei Ausgrabungen entdeckt wurde, zeugen davon, dass die Ursprünge des Dorfes sehr alt sind. Auf der antiken römischen Gedenktafel an der Pfarrkirche San'Andrea steht in einer Übersetzung: „Marco Valerio Secondo, Sohn von Marco, vom Stamm der Publilia (machte das Denkmal) für sich und für Valeria Polla, Sohn von Marco (seiner) Frau“.
Bis zur Mitte des letzten Jahrhunderts gab es dort auch eine Burg, die sogenannte Burg der Sauli-Grafen. Sie wurde von der Gemeinde gekauft, und da sie in einem schlechten Zustand war, wurde die Ruine abgerissen um einen Platz zu schaffen. In früheren Zeiten gehörte das Gebiet zu Castellino Tanaro, dessen Herren Markgrafen von Castellino und Igliano genannt wurden. Das 1869 abgerissene Schloss wurde auf Initiative der Markgrafen von Ceva erbaut. 1531, zwei Jahre nach dem Frieden von Cambrai, wurde es dem Herzogtum Savoyen angegliedert. Im Jahr 1796 litt es unter den Folgen des Durchzugs der Truppen Napoleons.
Aus historisch-architektonischer Sicht sind folgende Gebäude interessant. Die Kirche San Andrea und die Kapelle San Sebastiano, beide aus dem 16. Jahrhundert. Letzteres liegt in der Nähe einer bescheidenen Kreuzung alter Straßen. Es ist bescheiden in Größe und Form, ohne Verzierungen an der Giebelfassade, ganz aus freiliegendem Stein, und es handelt sich wahrscheinlich um eine sehr alte Kultstätte. Im Inneren ist ein sehr einfacher gemauerter Altar erhalten, der jedoch mit einem Fresko geschmückt ist, das eine Madonna mit Kind sowie San Rocco und San Sebastiano darstellt. Der Kult beider war weit verbreitet und sie wurden als Beschützer vor Seuchen angerufen.

## Kulinarische Spezialität
Bei Igliano wird Weinbau betrieben. Die Beeren der Rebsorten Spätburgunder und/oder Chardonnay dürfen zum Schaumwein Alta Langa verarbeitet werden.